# Santana (Amapá)
Santana, amtlich Município de Santana, ist die zweitbevölkerungsreichste Stadt des brasilianischen Bundesstaates Amapá in der Região Norte. Sie ist 30 km von der Hauptstadt Macapá entfernt. Die Bevölkerungszahl wurde im Jahr 2024 auf 118.353 Einwohner geschätzt, Santanenser (portugiesisch santanenses) genannt, die auf einem Gebiet von rund 1541 km² leben. Die Bevölkerungsdichte liegt bei 70 Personen pro km².
Santana bildet mit Macapá eine Konurbation, die Metropolregion Macapá umfasste 2016 rund 600.000 Einwohner.

## Geographie
Die Landschaft ist gemischt aus brasilianischem Cerrado und Várzea mit tropischen und subtropischen feuchten Laubwäldern, das Klima ist nach der Klimaklassifikation nach Köppen und Geiger Af. Die Durchschnittstemperatur beträgt 28 °C.
Ort und Gemeindegebiet stehen unter dem Einfluss verschiedener großer Flüsse und kleineren Wasserläufen (igarapé): Rio Amazonas, Rio Matapi, Rio Maruanum, Rio Tributário, Rio Piaçacá, Rio Vila Nova, Igarapé do Lago und Igarapé Fortaleza.
Umliegende Orte sind Macapá (30 km entfernt) und Mazagão südlich.

## Geschichte
Bereits am 4. Februar 1758 wurde in dem damaligen Estado do Grão-Pará e Maranhão durch Kapitän-General Francisco Xavier de Mendonça Furtado das Dorf Vila de São José de Macapá, das gegenüber der Ilha de Santana am Amazonas lag, gegründet.
Es unterstand im 19. und 20. Jahrhundert dem Munizip Macapá und wurde dort am 31. August 1981 zum Distrito de Santana ernannt mit Francisco Correa Nobre als erstem Distriktagenten.
Durch ein Dekret (Nr. 7639) vom 17. Dezember 1987 wurde der Distrikt ausgegliedert und zu einem selbständigen Munizip erhoben, zum 1. Juli 1988 ernannte der Gouverneur von Amapá, Jorge Nova da Costa, Heitor de Azevedo Picanço zum ersten Interimspräfekten. Die ersten Direktwahlen durch die Bürger fanden am 15. Dezember 1988 stand, wobei Rosemiro Rocha Freires das Mandat als Stadtpräfekt erringen konnte.

## Stadtverwaltung
Exekutive: Bei der Kommunalwahl 2016 wurde Ofirney Sadala Stadtpräfekt (Bürgermeister) für die Amtszeit von 2017 bis 2020, der für den Partido Social Democrata Cristão (PSDC) angetreten war. Zwei seiner Geschwister hat er in hohe Ämter der Stadt berufen. Bei der Kommunalwahl in Brasilien 2020 erreichte der frühere Senator und Bundesabgeordnete für Amapá Sebastião Bala Roch von den Progressistas (PP) die höchste Stimmenzahl und löste Sadala am 1. Januar 2021 als Stadtpräfekt für die Amtszeit von 2021 bis 2024 ab.
Die Legislative liegt bei einem 16-köpfigen Stadtrat, den vereadores der Câmara Municipal, 2017 lag die Präsidentschaft bei Helena Pereira de Lima, Mitglied des Partido Republicano Progressista (PRP).
Santana ist in sechs Distrikte gegliedert: Santana (Sitz), Anauerapucu, Igarapé do Lago, Ilha de Santana, Piaçacá und Pirativa.

## Bevölkerungsentwicklung
Quelle: IBGE (Angaben für 2024 sind lediglich Schätzungen). 33 % der Bevölkerung waren im Jahr 2010 Kinder und Jugendliche bis 15 Jahre. 97,88 % lebten 2010 im städtischen und 2,12 % im weitläufigen ländlichen Raum. Santana ist das flächenmäßig kleinste Munizip in Amapá. Die Analphabetenquote lag 2010 bei den Erwachsenen über 25 Jahren noch bei 13,55 %. Seit der letzten Volkszählung 2022 wuchs die Bevölkerung um fast 11.000 Einwohner.

## Lebensstandard
Der Index der menschlichen Entwicklung für Städte, abgekürzt HDI (portugiesisch: IDH-M), lag 1991 bei dem niedrigen Wert von 0,426 im Jahr 2010 bei dem als mittelhoch eingestuften Wert von 0,692.

## Wirtschaft
Santa besitzt den Hafen Porto de Santana, über den aus dem Hinterland angelieferte Eisen- und Manganerze und Holz verschifft werden. Früher gelangten die Güter mit der Eisenbahnlinie Estrada de Ferro Amapá nach Santana. Von dem Hafen führt auch ein Passagierverkehr den Amazonas aufwärts in das Landesinnere.

## Sport
Der Fußballverein Santana EC (Santana Esporte Clube) erlangte bisher sieben Mal den Titel bei der Staatsmeisterschaft von Amapá.